# Primera guerra del Congo
La primera guerra del Congo (1996-1997) fue una guerra de nueve meses desarrollada en Zaire que tuvo el objetivo de derrocar al dictador nacionalista Mobutu Sese Seko. Las fuerzas opositoras a Mobutu fueron conducidas por el líder guerrillero Laurent-Désiré Kabila con apoyo de países vecinos (en especial Ruanda y Uganda). Alcanzada Kinshasha, Kabila se declaró presidente y cambió el nombre del país a República Democrática del Congo. 
Entre las causas de la guerra estaba la administración dictatorial anticomunista de Mobutu contraria a la democracia y a los movimientos sociales que provocó grandes masas rebeldes, así como su apoyo al genocidio de los tutsi. El llamado genocidio de Ruanda se había producido en 1994, cuando extremistas hutu masacraron a, se calcula, 800 000 tutsi [cita requerida]  y hutu moderados
. Mientras, el dictador congoleño Mobutu dio apoyo a los hutu y posteriormente, cuando milicias tutsi entraron en Ruanda desde Uganda, Mobutu acogió a unos dos millones de personas -hutu en su inmensa mayoría y entre ellos los autores del genocidio- que huían ante el avance de los tutsi que planeaban la venganza. A los pocos meses de este éxodo, la guerrilla de Laurent Kabila (padre), apoyada por el nuevo presidente ruandés Kagame (tutsi) los banyamulenge y otros, avanzó desde Katanga hacia el norte y tras alcanzar la provincia de Kivu se dirigió a Kinshasa. Mobutu huyó y Kabila se hizo con el poder. Comenzó entonces la búsqueda y aniquilación de los refugiados hutu y sus apoyos.
Acabada la guerra, la intención de Kabila de expulsar a las tropas ruandesas y ugandesas, el alzamiento de los sectores reaccionarios contrarios a Kabila junto a las promesas incumplidas de democratización harían estallar la enorme segunda guerra del Congo, que se inició el 2 de agosto de 1998 y que estuvo en el origen del genocidio congoleño.

## Orígenes
Mobutu había controlado Zaire desde 1965 con la ayuda de los Estados Unidos que veían en el dictador un baluarte contra los líderes progresistas como Patrice Lumumba, que había sido derrocado en 1960 por Mobutu con ayuda de la CIA y del gobierno de Bélgica. Debido al colapso de Unión Soviética en 1991 y el fin de la guerra fría, Estados Unidos dejó su apoyo hacia la dictadura de Mobutu.  A principios de los años 1990 una ola de democratización invadió África. Había importantes presiones internas y externas para alcanzar esa democratización en Zaire, y Mobutu prometió reformas. Abolió oficialmente el sistema de partido único vigente desde 1967, pero se mostró reacio a aplicar las reformas prometidas, por lo que perdió el favor de sus tradicionales aliados, tanto en Zaire como en el exterior.

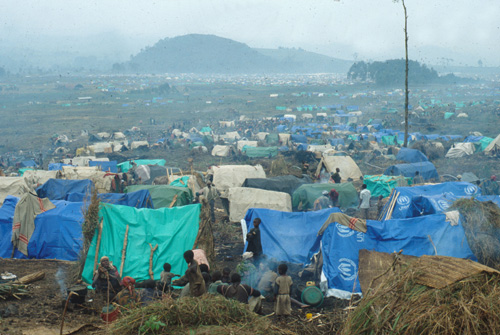
Campo de refugiados en Zaire, 1994

Había una larga tradición de resistencia al poder de Mobutu. La oposición estaba formada fundamentalmente por políticos de izquierdas, que reivindicaban la herencia de Lumumba, y por personalidades procedentes de diversas minorías étnicas y regionales que se oponían a la preponderancia de Kinshasa sobre el resto del país. Uno de ellos era Kabila. Era además también originario de Katanga, provincia tradicionalmente opuesta al gobierno de Mobutu.
En lo que se conoce como la Gran crisis de refugiados de los Grandes Lagos, el Genocidio de Ruanda desencadenó la huida de unos dos millones de  refugiados hutu de Ruanda tras la entrada desde Uganda de tropas del Frente Patriótico Ruandés (tutsi) que asumieron el control del país en julio de 1994. Entre los refugiados había miembros de las milicias Interahamwe -ligados a partidos políticos que participaron en el genocidio- así como gran parte del derrotado ejército ruandés. Instalaron zonas de control en el este de Zaire, en los alrededores de la ciudad fronteriza de Goma y hacia el oeste y noroeste, atacando a los tutsis ruandeses y zaireños, llamados banyamulengues. Mobutu, que empezaba a perder el control del país, apoyó a los extremistas de hutu por razones políticas, y no hizo nada para terminar con la violencia que se iniciaba.

## Desarrollo de la guerra

Movimientos militares de la primera guerra del Congo

En 1996, el vicegobernador de la provincia de Kivu del Sur ordenó a los banyamulenges que se fueran de Zaire bajo amenaza de pena de muerte. Pero estos se rebelaron y se aliaron con los opositores a Mobutu y formaron la Alianza de Fuerzas Democráticas para la Liberación del Zaire (AFDL). La AFDL tuvo el apoyo de los Jefes de los Estados de la región de los Grandes Lagos, en especial Paul Kagame, presidente de Ruanda y Yoweri Museveni, presidente de Uganda. Ante la pasividad de los tradicionales aliados de Mobutu, muchos oficiales del ejército zaireño se unieron a las tropas de Laurent-Désiré Kabila en el transcurso de su marcha desde las fronteras orientales del país hacia Kinshasa, ciudad en la que entraron el 17 de mayo. La resistencia se desmoronó y Mobutu huyó a Marruecos, país en el que murió poco tiempo después. Kabila tomó oficialmente el poder el 20 de mayo de 1997, y cambió el nombre de Zaire por el de República Democrática del Congo. 
Una vez Kabila accedió al poder, la situación cambió de modo dramático. Kabila fue visto pronto, junto con varios hombres de su recién conformado gabinete, como sospechoso de corrupción y autoritarismo, lo mismo de lo que él acusó a Mobutu. Muchos demócratas lo abandonaron y Kabila puso en marcha un fuerte programa centralizador, lo que aumentó las tensiones con las minorías del este del país que solicitaban más autonomía. En agosto de 1998, todos los miembros del gobierno de origen tutsi se retiraron del gobierno cuando Kabila solicitó a los mercenarios ruandeses y ugandeses que volvieran a sus países. De hecho, la alianza de Kabila con los ruandeses para conseguir el control militar y político le había valido la acusación de ser "marioneta de Kigali" por parte de las fuerzas prodemocráticas congoleñas. Esto impulsó a Kabila a volverse contra sus antiguos aliados ruandeses que ya se mostraban cómodos en territorio congoleño, y que deseaban seguir explotando los recursos minerales del este del país, despreciando a la población nativa. En ese contexto estalló la segunda guerra del Congo.
Cerca de 10 000 a 15 000 miembros de las FAZ fueron "reeducados" e integrados a las nuevas FARDC tras la caída de Mobutu.

## Principales grupos armados
República Democrática del Congo
- Alianza de Fuerzas Democráticas para la Liberación del Congo (AFDL) : Alianza apoyada por Ruanda y Uganda que expulsó al Presidente Mobutu Sese Seko y llevó a Laurent-Désiré Kabila al poder.
- Banyamulenge : grupo étnico Tutsi que vive en Kivu del Norte y del Sur
- Fuerzas Armadas Zaireñas (FAZ): ejército nacional bajo el régimen de Mobutu

Burundi
- Consejo Nacional para la Defensa de la Democracia-Fuerzas para la Defensa de la Democracia (CNDD-FDD) : grupo rebelde generalmente conocido como FDD.
- Fuerzas Armadas Burundesas (FAB): Ejército Nacional de Burundi, dominado por la etnia Tutsi, aliadas del RCD y del RDF.
- Frente de Liberación Nacional (FLN o FROLINA): milicia Hutu dirigida por Joseph Kalumba

Ruanda
- Ejército de Liberación de Ruanda (ALiR): Organización Hutu que sucedió a los Interahamwe, con base en Kivu, reclutando Hutus congoleño. Se unió al FDLR en septiembre de 2000.
- Interahamwe: organización ruandesa Hutu anti-Tutsi primer responsable del genocidio de Ruanda, desde entonces se estableció en el Congo oriental
- Reagrupamiento Democrático por Ruanda: Organización Hutu que sucedió a los Interhamwe en el Congo, que se convertirá en el ALiR, y luego en el FDLR
- Ejército Patriótico Ruandés (APR): Ejército nacional de Ruanda. Cambió su nombre por el de Fuerzas Ruandesas de Defensa (FRD) en junio de 2002
- Frente Patriótico Ruandés (FPR): rama política de los exiliados Tutsi y de los Hutu moderados con sede en Uganda, y dirigido por Paul Kagame, que expulsó a los participantes en el genocidio en 1994. Pasó a ser el partido gobernante en Ruanda.

Uganda
- Fuerzas Democráticas Aliadas (ADF): grupo rebelde activo al oeste de Uganda, con retaguardia en la República Democrática del Congo. Poco activo en 2004.
- Ejército Nacional para la Liberación de Uganda (NALU): grupo rebelde establecido cerca de la frontera con la República Democrática del Congo, escisión de las ADF en 1996
- Fuerzas de Defensa de los Pueblos de Uganda (UPDF): ejército nacional de Uganda